# 湊あさか
湊 あさか（みなと あさか、1982年5月18日 - ）は、大阪府出身のアイドル・タレント。

## 人物・来歴
- 血液型はAB型。
- 愛称「あさか・みなっちゃん・あさかちゃん」。
- 趣味はネイルアート、好きな食べ物はアイスクリーム、マカロン、好きな色はピンク。
- 特徴的な透き通るような色白の肌トレードマーク。

## 最近の湊あさか
関西を拠点に活動し、最近では映画出演など女優業にも幅を広げて来た。
グラビアやテレビ雑誌、ラジオにも出演し関西でマルチに活躍している。
また企業のイメージガールを務めるなど、清純なイメージも持ち幅広く活躍中。
現在はYTV「B-topsでお買い物」を毎週レギュラー出演中。
また地方では、テレビ愛媛「井坂彰のわっはっは」にレギュラー出演している。

## イメージガール
- 2008年ミス須磨ビーチイメージガール
- 2008年SAJ公認東海北陸スノーボード技術選手権大会イメージガール
- 2008年楽天ビジネスECページデザイン賞受賞企業「アーベント」イメージガール

## 出演番組
テレビ
- 読売テレビ「ビートップスでお買物」レギュラー出演中。
- テレビ愛媛「井坂彰のわっはっは」レギュラー出演中。

その他の関西のテレビ・ラジオに出演。

## 過去の出演メディア
テレビ
- エンタの味方!（TBS）
- ビーバップ!ハイヒール（ABC）
- たかじん胸いっぱい（関西テレビ）
- ウソか誠か?!
- メッセ弾（テレビ大阪）
- 『ぷっ』すま（テレビ朝日）
- 天使らんまん（毎日放送）
- ケーブルテレビ999
- 住宅展示場CM
- ジャスコCM
- ベセルCM

映画
- くの一妖魔斬り 準主役
- A Half Blood Vampire 準主役
- 修羅の荒野
- 廃校

雑誌
- キャンプカーマガジン
- 関西ウォーカー
- カニカニWalker
- るるぶ
- @失礼します(日刊ゲンダイ)
- RAY
- フラッシュ
- デビュー
- 関西一週間
- フロムA
- ダイハツ(ESSE)モデル
- 東京グラフティー
- メルちょゲッタ
- 赤い風船パンフレットモデル
- 阪神タイガース虎女神
- 華麗なる1ページ
- デイリースポーツ
- 旅行会社パンフレット

## DVD
- 1stDVD Challenge Stage~写メコンアイドル2期生 湊あさか

- 2ndDVD 限界ギリギリ!! challenge/ 湊あさか